# Wesley Moraes
Wesley Moraes Ferreira da Silva (* 26. listopadu 1996 Juiz de Fora), známý jako Wesley Moraes, je brazilský profesionální fotbalista, který hraje na pozici útočníka za anglický klub Stoke City FC. V roce 2019 odehrál také 1 utkání v dresu brazilské reprezentace.

## Klubová kariéra
V létě 2015 přišel z brazilského klubu Itabuna Esporte Clube do Evropy do slovenského klubu FK AS Trenčín. Zde si zahrál v kvalifikaci Ligy mistrů UEFA 2015/16, v odvetě 2. předkola se dvěma vstřelenými góly podílel na výhře 3:2 proti rumunskému týmu FC Steaua București, nicméně na postup do dalšího předkola to nestačilo (kvůli domácí porážce 0:2). Ve Fortuna lize 2015/16 odehrál 18 zápasů a vsítil 6 branek.
V lednu 2016 přestoupil z Trenčína do belgického klubu Club Brugge KV, podepsal smlouvu na 3,5 roku.